# اوتومو ریوتارو
اوتومو ریوتارو (به ژاپنی: 大友柳太朗 Ōtomo Ryūtarō)؛ ۵ ژوئن ۱۹۱۲ – ۲۷ سپتامبر ۱۹۸۵ یک هنرپیشه اهل ژاپن بود.

## فیلم
- «آئوزورا روشی» (۱۹۳۶)
- (仇討崇禅寺馬場 آدائوچی سوزنجی بابا) (۱۹۵۷)
- آکو روشی (赤穂浪士 Akō Rōshi) (۱۹۶۱)
- قلعه جغدها (رمان) (۱۹۶۳)
- مار جادویی (怪竜大決戦 کاریو دایکه‌سن) (۱۹۶۶)
- یازده سامورایی (۱۹۶۷): ملازم اصلی آکی‌یوشی گیوبو
- قانون یاکوزا (۱۹۶۹): توموزو
- کاگرو-زا (۱۹۸۱): شیشو
- تامپوپو (۱۹۸۵): استاد نودل